# The Rolling Stones Now!
The Rolling Stones Now! är ett musikalbum av The Rolling Stones som gjordes speciellt för den amerikanska marknaden. Det gavs ut 1965 på London Records, som var Deccas skivmärke i USA, och var det tredje albumet gruppen gav ut i USA. Den egna kompositionen "Heart of Stone" och covern på "Little Red Rooster" är de största hitsen här.

## Låtlista

### Sida 1
1. "Everybody Needs Somebody to Love" (Solomon Burke, Bert Russell, Jerry Wexler) - 3:00
2. "Down Home Girl" (Jerry Leiber, Arthur Butler) - 4:13
3. "You Can't Catch Me" (Chuck Berry) - 3:40
4. "Heart of Stone" (Mick Jagger, Keith Richards) - 2:49
5. "What a Shame" (Mick Jagger, Keith Richards) - 3:06
6. "Mona (I Need You Baby)" (Ellas McDaniel) - 3:35

### Sida 2
1. "Down the Road a Piece" (Don Raye) - 2:56
2. "Off the Hook" (Mick Jagger, Keith Richards) - 2:35
3. "Pain in My Heart" (Naomi Neville) - 2:12
4. "Oh Baby (We Got a Good Thing Goin')" (Barbara Lynn Ozen) - 2:09
5. "Little Red Rooster" (Willie Dixon) - 3:06
6. "Surprise, Surprise" (Mick Jagger, Keith Richards) - 2:31